# DS 9
DS 9 — автомобиль представительского класса, представленный компанией DS в 2020 году. DS 9 — первый автомобиль компании, который продается как в Европе, так и в Азии, но собирается исключительно в Китае.

## История
Первоначально DS 9 должен был быть представлен в апреле 2019 года на выставке Auto Shanghai, но его презентация была отложена впервые в ноябре для Auto Guangzhou в Китае, а затем второй раз до марта 2020 года.
После закрытия совместного предприятия Changan PSA Automobiles (CAPSA), состоящего из PSA и Changan Automobile, компания Baoneng Group, которая приобрела завод в Шэньчжэне, где производятся китайские DS, подписала соглашение о производстве DS, включая следующий DS 9 в Шэньчжэне. 20 февраля 2020 года DS объявила о скорой презентации новой модели.
DS 9 был представлен прессе 27 февраля 2020 года и должен был впервые появиться на публике на 90-м Женевском автосалоне 3 марта 2020 года. Однако швейцарский показ был отменен в последний момент из-за пандемия COVID-19. В отличие от DS 7 Crossback, который производится как во Франции, так и в Китае, DS 9 собирается только в Китае на заводе Baoneng в Шэньчжэне.

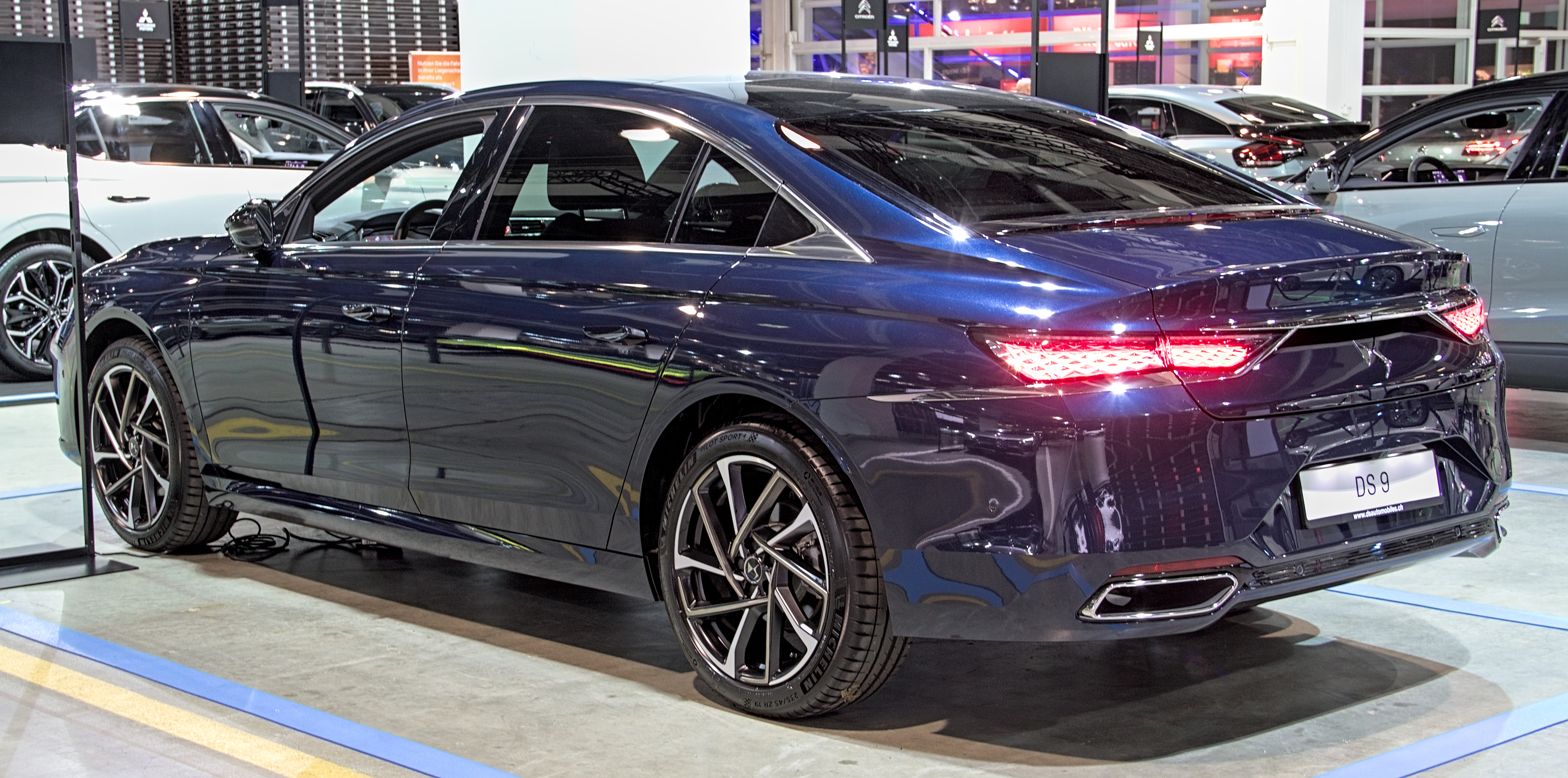
Вид сзади
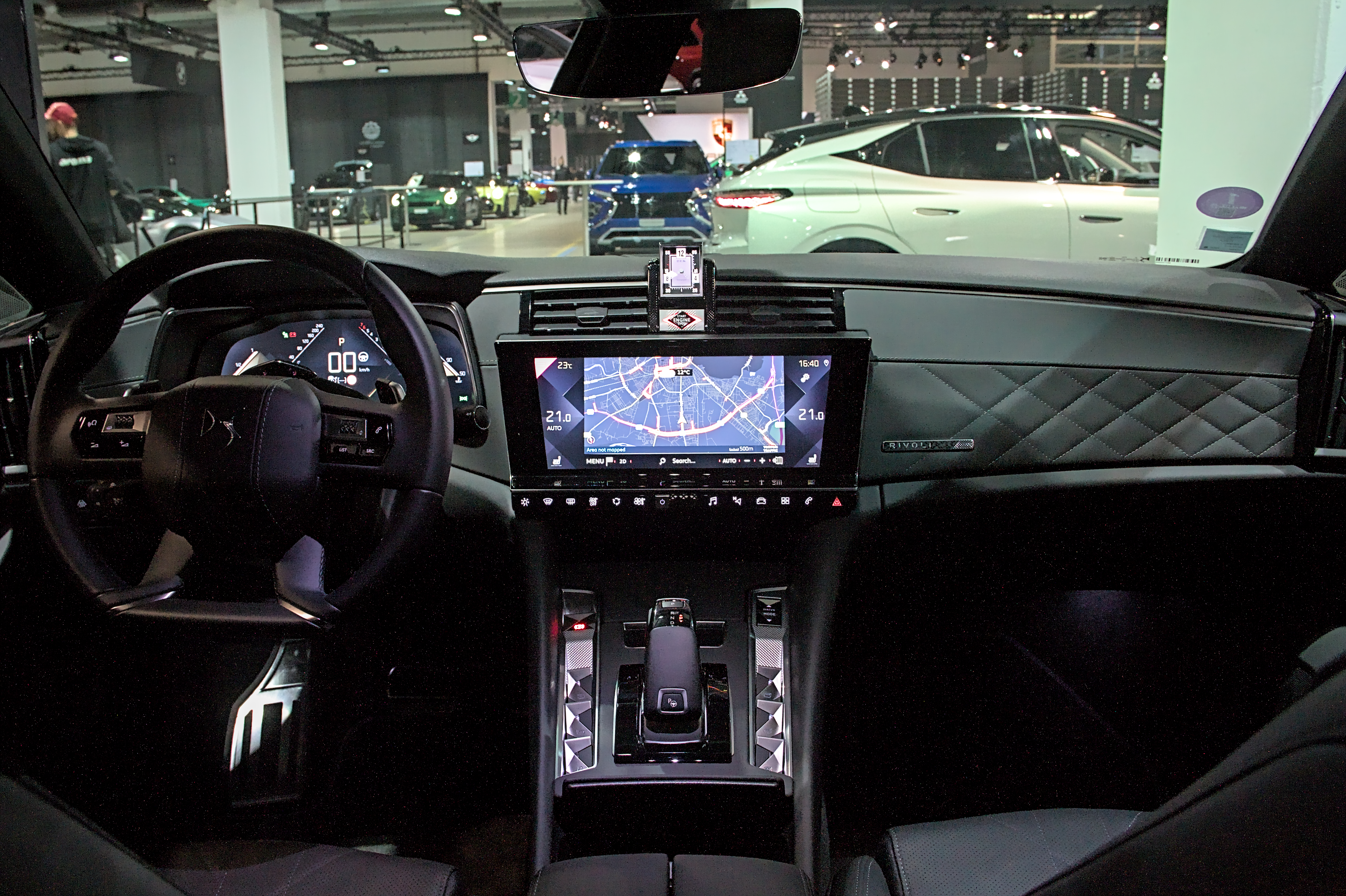
Интерьер